# Universidade de Ciência da Informação
A Universidade de Ciências Informáticas (em espanhol: Universidad de las Ciencias Informáticas; UCI, também conhecida como Universidade de Ciências da Informação e Universidade de Ciências Informáticas) é um centro de pesquisa universitário cubano e instituição pública de ensino superior sem fins lucrativos com sede no distrito de Wajay, distrito municipal de Boyeros, Havana criada em 2002. Três cursos principais são oferecidos na UCI: Engenharia de Ciências Informáticas, Engenharia Bioinformática e Cibersegurança.